# Rezerwat przyrody Śnieżyca wiosenna w Dwerniczku
Śnieżyca wiosenna w Dwerniczku – rezerwat przyrody położony w miejscowości Dwerniczek, w gminie Lutowiska, w powiecie bieszczadzkim, w województwie podkarpackim. Znajduje się w szerokim zakolu Sanu, w obrębie Parku Krajobrazowego Doliny Sanu, na terenie leśnictwa Dwerniczek w Nadleśnictwie Lutowiska.
- numer według rejestru wojewódzkiego – 79
- powierzchnia według aktu powołującego – 4,94 ha[1][2]
- dokument powołujący – Dz. Urz. Woj. Podkarpackiego 01.67.1185
- rodzaj rezerwatu – florystyczny[1][2]
- przedmiot ochrony (według aktu powołującego) – stanowisko śnieżycy wiosennej oraz zbiorowiska łąkowe z bogatą florą gatunków chronionych i rzadkich[1][2]

Na terenie rezerwatu występuje zbiorowisko wilgotnej łąki ostrożeniowej, a także pojedyncze zadrzewienia i zakrzewienia różnych gatunków wierzb, olchy szarej i jesionu wyniosłego. Populacja śnieżycy wiosennej jest bardzo liczna we wschodniej i środkowej części rezerwatu, a liczebność wynosi od kilku do kilkudziesięciu sztuk na 1 m². Z innych roślin objętych ochroną częściową występują tu: kukułka szerokolistna, listera jajowata, podkolan biały, pierwiosnek wyniosły, ciemiężyca zielona i goryczka trojeściowa.
Obszar rezerwatu podlega ochronie czynnej, rezerwat nie posiada jednak aktualnego planu ochrony ani ustanowionych zadań ochronnych. Nadzór nad rezerwatem sprawuje Regionalny Dyrektor Ochrony Środowiska w Rzeszowie.